# Adana Demirspor
Adana Demirspor Kulübü turski je nogometni klub iz Adane. Trenutačno se natječe u Süper Ligu. Domaće utakmice igra na stadionu Yeni Adana Stadyumu čiji kapacitet iznosi 33.543.

## Vanjske poveznice
- Službena web-stranica
- Profil, Turski nogometni savez